# باشگاه فوتبال کلمبوس کرو
کلمبوس کرو (به انگلیسی: Columbus Crew SC) یک تیم فوتبال در شهر کلمبوس، اوهایو در آمریکا است که در لیگ برتر فوتبال آمریکا (ام اس ال) بازی می‌کند.
ورزشگاه کلمبوس کرو متعلق به این تیم است.

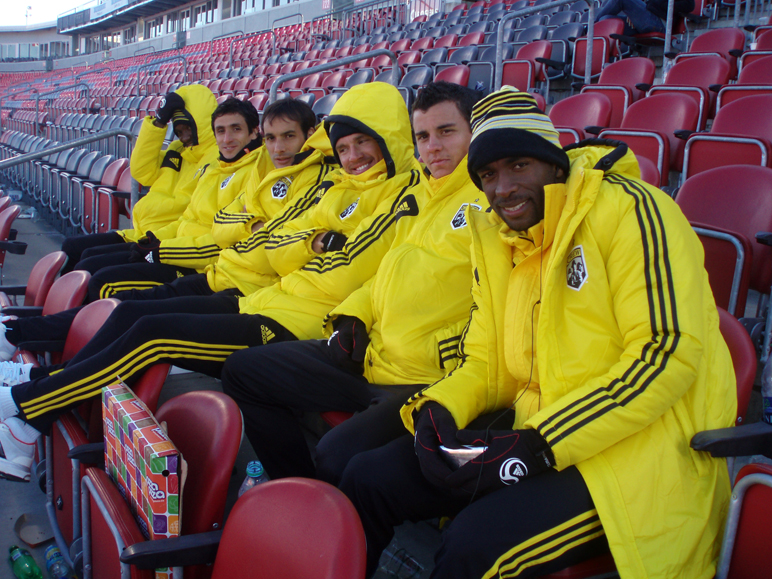